# بلغاريا في الألعاب الأولمبية الصيفية 2016
نافست بلغاريا في دورة الألعاب الأولمبية الصيفية 2016 في ريو دي جانيرو، البرازيل، من 05-21 أغسطس 2016. وكان هذا الظهور الرابع والعشرين للبلاد في دورة الألعاب الأولمبية الصيفية، بعد أن غابت ثلاثة دورات فقط وهي : دورة الألعاب الاولمبية الصيفية 1948 في لندن، ودورة الألعاب الاولمبية الصيفية 1932 بسبب الكساد الكبير الذي اجتحاح جميع انحاء العالم وكانت الدورة في لوس انجلوس ودورة الألعاب الاولمبية 1984 بسبب الحرب السوفيتيه في أفغانستان.